# Как котёнку построили дом
«Как котёнку построили дом» — советский кукольный мультипликационный фильм Романа Качанова, выпущенный студией «Союзмультфильм» в 1963 году.

## Сюжет
Среди новостроек, бульдозер ломает старенький ветхий деревянный дом, в котором живёт котёнок. Идёт дождь, котёнок на улице, бездомный. Он плачет. Бульдозер спрашивает, что случилось? Котёнок рассказывает, что ему негде жить. Бульдозер обещает завтра построить новый дом, а сейчас предлагает котёнку поспать у него в кабине. Котёнок засыпает, и ему снится новое жильё, где у него много молока и игрушек.
На следующий день строительные машины дружно строят новый многоквартирный дом. В дом въезжают новосёлы, но никто из них не замечает котёнка. Потерявший надежду котёнок поднимается по лестнице, проходит мимо дверей, за которыми уютно и тепло. И только на последнем этаже, с помощью своих новых «соседей» — воробьёв — он находит себе хозяина: добрая девочка приглашает котёнка жить к себе в квартиру.

## Съёмочная группа
- Автор сценария — Аркадий Тюрин
- Текст песни — Михаила Львовского
- Режиссёр — Роман Качанов
- Оператор — Иосиф Голомб
- Художники-постановщики — Владимир Соболев, Алина Спешнева
- Композитор — Михаил Зив
- Звукооператор — Георгий Мартынюк
- Кукловоды-мультипликаторы: Павел Петров, Владимир Пузанов, Геннадий Сокольский, Вячеслав Шилобреев
- Куклы изготовили: Геннадий Лютинский, В. Куранов, Роман Гуров, В. Смидович, Олег Масаинов, Борис Караваев
- под руководством — Романа Гурова
- Директор картины — Натан Битман

### Роли озвучивали
- Анатолий Папанов — Бульдозер
- Маргарита Корабельникова — Котёнок / девочка
- Анатолий Горохов — строительные машины (вокал)
- Олег Анофриев — Каток (вокал + речь)
- Сергей Цейц — воробьи